# Ерик Абидал
Ерѝк Абида̀л (на френски: Éric Abidal) е френски футболист, защитник. Роден е на 11 юли 1979 година в Лион. Произходът му е от остров Мартиника.

## Състезателна кариера
Ерик започва да играе футбол в покрайнините на Лион. Професионалната си кариера започва в Монако ФК и на 16 септември 2000 г. прави дебюта си в Лига 1. За първия отбор на Монако записва 22 изяви. През 2002 г. преминава в Лил, с екипа на който записва 62 срещи в елита на Франция. В края на 2004 г. се завръща към родния си регион, за да се присъедини към Олимпик Лион, с които става 3 пъти шампион и печели Суперкупата на Франция.
На 30 юни 2007 г., Абидал преминава в Барселона за 15 милиона евро. Подписва 4-годишен договор, който съдържа клауза за разтрогване на стойност 90 млн. евро, а Олимпик Лион ще получат допълнително 500 хил. евро, ако Барселона спечели Шампионската лига в следващите четири години от договора на Ерик Абидал.
През лятото на 2013 г. преминава в новака в Лига 1 – отбора на АС Монако.

## Национален отбор
Прави дебют за „петлите“ на 18 август 2004 година. Взима участие на Световното първенство по футбол през 2006, като взима участие във всички срещи с изключение на мача с Того. Пропуска го заради натрупани 2 жълти картона в предните срещи.

## Отличия
- Олимпик Лион
  - Шампион на Лига 1 (3) 2005, 2006 и 2007
  - Суперкупа на Франция – 2005
  - „Идеален тим на УЕФА за годината“ – 2007

Печели требъл с Барселона през сезон 2008/09. Завоюва Купата на Испания, испанската Примера Дивисион и триумфира в Шампионската лига. С екипа на Барселона печели също Суперкупата на Испания и Суперкупата на Европа.